# Filmfare Awards (1976)
23-я церемония награждения Filmfare Awards прошла в городе Бомбей 30 марта 1976 года. На ней были отмечены лучшие киноработы на хинди, вышедшие в прокат до конца 1975 года.

## Список лауреатов и номинантов

### Основные премии
| Категории                         | Фото лауреатов       | Лауреаты и номинанты                                    | Фильмы                                        | Роли                                          |
| --------------------------------- | -------------------- | ------------------------------------------------------- | --------------------------------------------- | --------------------------------------------- |
| Лучший фильм                      | Лучший фильм         | • «Гроза» (реж. Гульзар, прод. Дж. Ом Пракаш)           | • «Гроза» (реж. Гульзар, прод. Дж. Ом Пракаш) | • «Гроза» (реж. Гульзар, прод. Дж. Ом Пракаш) |
| Лучший фильм                      | Лучший фильм         | • «Пропащий» (реж. и прод. Шакти Саманта)               |                                               |                                               |
| Лучший фильм                      | Лучший фильм         | • «Стена» (реж. Яш Чопра, прод. Гулшан Рай)             |                                               |                                               |
| Лучший фильм                      | Лучший фильм         | • «Отшельник» (реж. и прод. Соханлал Канвар)            |                                               |                                               |
| Лучший фильм                      | Лучший фильм         | • «Месть и закон» (реж. Рамеш Сиппи, прод. Г. П. Сиппи) |                                               |                                               |
| Лучшая режиссёрская работа        |                      | • Гульзар                                               | «Гроза»                                       | «Гроза»                                       |
| Лучшая режиссёрская работа        | • Рамеш Сиппи        | «Месть и закон»                                         | «Месть и закон»                               |                                               |
| Лучшая режиссёрская работа        | • Шакти Саманта      | «Пропащий»                                              | «Пропащий»                                    |                                               |
| Лучшая режиссёрская работа        | • Соханлал Канвар    | «Отшельник»                                             | «Отшельник»                                   |                                               |
| Лучшая режиссёрская работа        | • Яш Чопра           | «Стена»                                                 | «Стена»                                       |                                               |
| Лучшая мужская роль               |                      | • Амитабх Баччан                                        | «Стена»                                       | Виджай Верма                                  |
| Лучшая мужская роль               | • Манодж Кумар       | «Отшельник»                                             | Рам Рай                                       |                                               |
| Лучшая мужская роль               | • Санджив Кумар      | «Гроза»                                                 | Джей Кей                                      |                                               |
| Лучшая мужская роль               | • Санджив Кумар      | «Месть и закон»                                         | Тхакур Балдев Сингх                           |                                               |
| Лучшая мужская роль               | • Уттам Кумар        | «Пропащий»                                              | Мадхусдан Рой Чаудхари                        |                                               |
| Лучшая женская роль               |                      | • Хема Малини                                           | «Забытая жена»                                | Кусум                                         |
| Лучшая женская роль               | • Хема Малини        | «Отшельник»                                             | Чампа                                         |                                               |
| Лучшая женская роль               | • Джая Бхадури       | «Мили»                                                  | Мили Кханна                                   |                                               |
| Лучшая женская роль               | • Лакшми             | «Джули»                                                 | Джули                                         |                                               |
| Лучшая женская роль               | • Сучитра Сен        | «Гроза»                                                 | Арти Деви                                     |                                               |
| Лучшая мужская роль второго плана |                      | • Амджад Хан                                            | «Месть и закон»                               | Габбар Сингх                                  |
| Лучшая мужская роль второго плана | • Пран               | «Do Jhoot»                                              | Чаудхари Пратап Рай                           |                                               |
| Лучшая мужская роль второго плана | • Пран               | «Вынужденные обстоятельства»                            | Майкл де Соуза                                |                                               |
| Лучшая мужская роль второго плана | • Шаши Капур         | «Стена»                                                 | Рави Верма                                    |                                               |
| Лучшая мужская роль второго плана | • Утпал Датт         | «Пропащий»                                              | Махим Гхошал                                  |                                               |
| Лучшая женская роль второго плана |                      | • Аруна Ирани                                           | «Do Jhoot»                                    | Рекха                                         |
| Лучшая женская роль второго плана | • Фарида Джалал      | «Вынужденные обстоятельства»                            | Рену Кханна                                   |                                               |
| Лучшая женская роль второго плана | • Надира             | «Джули»                                                 | Маргарет                                      |                                               |
| Лучшая женская роль второго плана | • Нирупа Рой         | «Стена»                                                 | Сумитра Деви                                  |                                               |
| Лучшая женская роль второго плана | • Према Нараян       | «Пропащий»                                              | Дханно                                        |                                               |
| Лучшее исполнение комической роли |                      | • Асрани                                                | «Исчезновение»                                | Канхайялал Чатурведи                          |
| Лучшее исполнение комической роли | • Асрани             | «Месть и закон»                                         | Джайлор                                       |                                               |
| Лучшее исполнение комической роли | • Девен Варма        | «Chori Mera Kaam»                                       | Парвин Чандра Шах                             |                                               |
| Лучшее исполнение комической роли | • Кешто Мукерджи     | «Kala Sona»                                             | пьяница                                       |                                               |
| Лучшее исполнение комической роли | • Мехмуд             | «Qaid»                                                  | Баджранги                                     |                                               |
| Лучший сюжет                      |                      | • Камлешвар                                             | «Гроза»                                       | «Гроза»                                       |
| Лучший сюжет                      | • Салим-Джавед       | «Стена»                                                 | «Стена»                                       |                                               |
| Лучший сюжет                      | • Салим-Джавед       | «Месть и закон»                                         | «Месть и закон»                               |                                               |
| Лучший сюжет                      | • Шактипада Раджгуру | «Пропащий»                                              | «Пропащий»                                    |                                               |
| Лучший сюжет                      | • Виджай Тендулкар   | «Конец ночи»                                            | «Конец ночи»                                  |                                               |

### Музыкальные премии
| Категории                       | Фото лауреатов     | Лауреаты и номинанты     | Фильмы                   | Песни                  |
| ------------------------------- | ------------------ | ------------------------ | ------------------------ | ---------------------- |
| Лучшая музыка к песне           |                    | • Лаксмикант-Пьярелал    | «Dulhan»                 | «Dulhan»               |
| Лучшая музыка к песне           | • Р. Д. Бурман     | «Трагическое совпадение» | «Трагическое совпадение» |                        |
| Лучшая музыка к песне           | • Р. Д. Бурман     | «Месть и закон»          | «Месть и закон»          |                        |
| Лучшая музыка к песне           | • Раджеш Рошан     | «Джули»                  | «Джули»                  |                        |
| Лучшая музыка к песне           | • Шанкар-Джайкишан | «Отшельник»              |                          |                        |
| Лучшие слова к песне            |                    | • Ананд Бакши            | «Dulhan»                 | «Aayegi Zaroor Chithi» |
| Лучшие слова к песне            | • Ананд Бакши      | «Месть и закон»          | «Mehbooba Mehbooba»      |                        |
| Лучшие слова к песне            | • Гульзар          | «Гроза»                  | «Tere Bina Zindagi»      |                        |
| Лучшие слова к песне            | • Индивар          | «Пропащий»               | «Dil Aisa Kisi»          |                        |
| Лучшие слова к песне            | • Вишвешвар Шарма  | «Отшельник»              | «Chal Sanyasi»           |                        |
| Лучший мужской закадровый вокал |                    | • Кишор Кумар            | «Сбежавший»              | «Main Pyaasa Tu Sawan» |
| Лучший мужской закадровый вокал | • Кишор Кумар      | «Забытая жена»           | «O Manjhi Re»            |                        |
| Лучший мужской закадровый вокал | • Кишор Кумар      | «Пропащий»               | «Dil Aisa Kisi»          |                        |
| Лучший мужской закадровый вокал | • Манна Дей        | «Отшельник»              | «Kya Mar Sakegi»         |                        |
| Лучший мужской закадровый вокал | • Р. Д. Бурман     | «Месть и закон»          | «Mehbooba Mehbooba»      |                        |
| Лучший женский закадровый вокал |                    | • Аша Бхосле             | «Пропащий»               | «Kal Ke Apne»          |
| Лучший женский закадровый вокал | • Аша Бхосле       | «Трагическое совпадение» | «Sapna Mera Toot Gaya»   |                        |
| Лучший женский закадровый вокал | • Прити Сагар      | «Джули»                  | «My Heart is Beating»    |                        |
| Лучший женский закадровый вокал | • Сулакшана Пандит | «Sankalp»                | «Tuhi Sagar Hai»         |                        |
| Лучший женский закадровый вокал | • Уша Мангешкар    | «Jai Santoshi Maa»       | «Main To Aarti»          |                        |

### Премии критиков
| Категории                   | Фильмы-лауреаты                               |
| --------------------------- | --------------------------------------------- |
| Лучший художественный фильм | • «Гроза» (реж. Гульзар, прод. Дж. Ом Пракаш) |
| Лучший документальный фильм | • «Sarojini Naidu» (реж. Б. Д. Гарга)         |

### Технические премии
| Категории                            | Лауреаты            | Фильмы          |
| ------------------------------------ | ------------------- | --------------- |
| Лучший диалог                        | • Салим-Джавед      | «Стена»         |
| Лучший сценарий                      | • Салим-Джавед      | «Стена»         |
| Лучший монтаж                        | • М. С. Шинде       | «Месть и закон» |
| Лучшая операторская работа           | • Камал Бос         | «Dharmatma      |
| Лучшая работа художника-постановщика | • Банси Чандрагупта | «Do Jhoot»      |
| Лучший звук                          | • М. А. Шейх        | «Стена»         |

## Наибольшее количество номинаций и побед
- «Месть и закон» – 10 (1)
- «Стена» – 9 (7)
- «Amanush» – 9 (2)
- «Гроза» – 7 (2)
- «Отшельник» – 7 (0)